# Szymon Łyczko
Szymon Łyczko (Polonia, 10 de febrero de 2006) es un futbolista polaco que juega como delantero en el Stal Rzeszów de la I Liga de Polonia.

## Estadísticas

### Clubes
Actualizado al último partido disputado el 28 de octubre de 2023.
| Club                   | Div.          | Temporada     | Liga  | Liga  | Copas nacionales | Copas nacionales | Copas internacionales | Copas internacionales | Total | Total |
| Club                   | Div.          | Temporada     | Part. | Goles | Part.            | Goles            | Part.                 | Goles                 | Part. | Goles |
| ---------------------- | ------------- | ------------- | ----- | ----- | ---------------- | ---------------- | --------------------- | --------------------- | ----- | ----- |
| Stal Rzeszów · Polonia | 2.ª           | 2023-24       | 12    | 4     | 1                | 0                | ―                     | ―                     | 13    | 4     |
| Stal Rzeszów · Polonia | Total club    | Total club    | 12    | 4     | 1                | 0                | 0                     | 0                     | 13    | 4     |
| Total carrera          | Total carrera | Total carrera | 12    | 4     | 1                | 0                | 0                     | 0                     | 13    | 4     |